# Rare groove

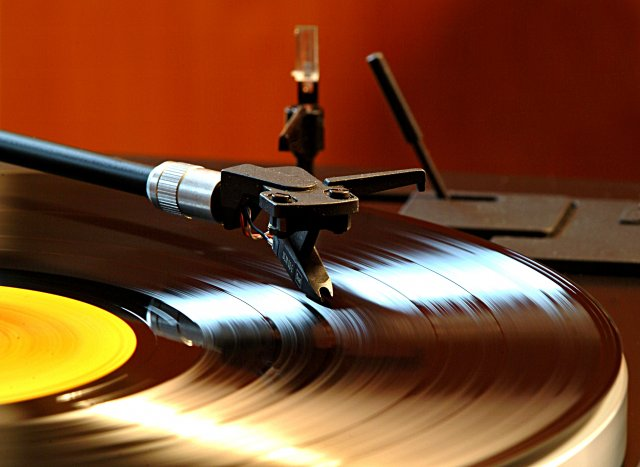
Category:Vinyl records Kamera: FinePixS2Pro, Objektiv: Sigma 180/2,8

Rare groove é um termo usado para descrever gravações raras de soul ou jazz.
Rare groove está principalmente associada com o funk, jazz e música pop, mas também podem ser referir a gravações de outros subgêneros como jazz fusion, Latin Jazz, soul, reggae, Northern soul e música disco. Rare grooves são buscados não só por colecionadores e amantes desse tipo de música, mas também por artistas e produtores de hip-hop. Os varejistas de música on-line vendem uma ampla seleção de rare grooves a preços mais acessíveis, oferecendo downloads rápidos em formato digital. Esta disponibilidade e facilidade de acesso provocaram um ressurgimento do gênero nos últimos anos.